# Crazy Tour
De Crazy Tour was een korte tournee van de Engelse rockgroep Queen in november en december 1979.
Na de release van de single Crazy Little Thing Called Love besloot Queen dat ze veranderingen gingen aanbrengen in de dynamische concerten die ze de laatste jaren normaal deden. In deze tournee bezocht de band kleinere locaties opnieuw, meestal met minder dan tweeduizend plaatsen. Door fans wordt deze tournee meestal beschouwd als de langverwachte Engelse leg van de Jazz Tour. Het laatste concert van deze tournee in de Hammersmith Odeon was ook het eerste concert van de Concerts for the People of Kampuchea. Een bootlegopname van dit concert bestaat als de dubbel-cd Crazy Tour of London. Tijdens deze tournee geeft Freddie Mercury optredens die mijlen boven het niveau van de Jazz Tour liggen.

## Tracklist
1. Intro
2. We Will Rock You (snel)
3. Let Me Entertain You
4. Somebody to Love
5. If You Can't Beat Them
6. Mustapha
7. Death on Two Legs
8. Killer Queen
9. I'm in Love with My Car
10. Get Down, Make Love
11. You're My Best Friend
12. Save Me
13. Now I'm Here
14. Don't Stop Me Now
15. Spread Your Wings
16. Love of My Life
17. '39
18. Keep Yourself Alive
19. Drumsolo door Roger Taylor
20. Gitaarsolo door Brian May
21. Liar
22. Crazy Little Thing Called Love
23. Bohemian Rhapsody
24. Tie Your Mother Down

Toegift:
1. Sheer Heart Attack
2. We Will Rock You
3. We Are the Champions
4. God Save the Queen (tape)

### Andere nummers
- Jailhouse Rock
- Fat Bottomed Girls
- Danny Boy (22 november 1979, Dublin)
- Mull of Kintyre (Liverpool, 7 december 1979)
- Silent Night (Londen, 26 december 1979)

## Tourdata
- 22 november 1979 - Dublin, Ierland - RDS Arena
- 24 november 1979 - Birmingham, Engeland - National Exhibition Centre
- 26 en 27 november 1979 - Manchester, Engeland - Manchester Apollo
- 30 november en 1 december 1979 - Glasgow, Schotland - Apollo Theatre
- 3 en 4 december 1979 - Newcastle, Engeland - City Hall
- 6 en 7 december 1979 - Liverpool, Engeland - Empire Theatre
- 9 december 1979 - Bristol, Engeland - Hippodrome
- 10 en 11 december 1979 - Brighton, Engeland - Brighton Centre
- 13 december 1979 - Londen, Engeland - Lyceum Theatre
- 14 december 1979 - Londen, Engeland - Rainbow Theatre
- 17 december 1979 - Londen, Engeland - Purley Tiffany's
- 19 december 1979 - Londen, Engeland - Tottenham Mayfair
- 20 december 1979 - Londen, Engeland - Lewisham Odeon
- 22 december 1979 - Londen, Engeland - Alexandra Palace
- 26 december 1979 - Londen, Engeland - Hammersmith Odeon